# Ampalu (Pariaman Utara)
Ampalu is een bestuurslaag in het regentschap Pariaman van de provincie West-Sumatra, Indonesië. Ampalu telt 1585 inwoners (volkstelling 2010).